# Adrian Fulford

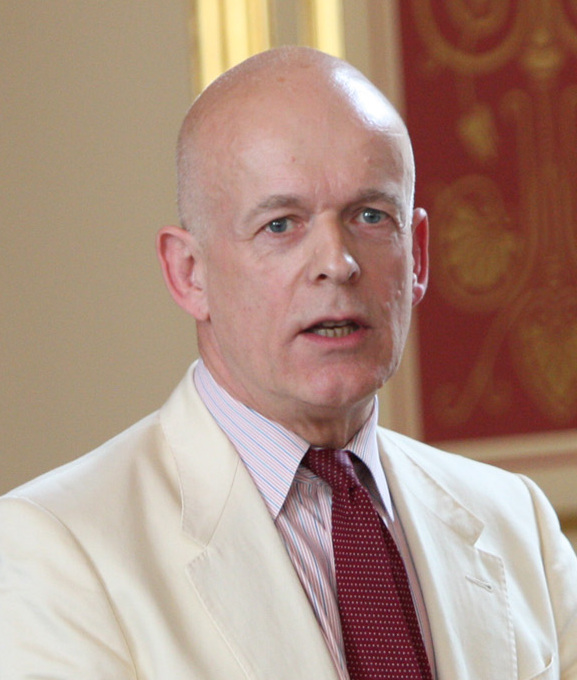
Adrian Fulford

Sir Adrian Fulford QC (* 8. Januar 1953) ist ein britischer Jurist und seit 2002 Richter am High Court of Justice von England und Wales. Er war von 2003 bis 2012 Richter am Internationalen Strafgerichtshof in Den Haag.

## Leben
Fulford studierte an der University of Southampton. Anschließend war er ab 1978 als Barrister tätig und wurde 1994 zum Kronanwalt ernannt. Nachdem er seit 1995 als Recorder gewirkt hatte, ist er seit 2002 Richter am High Court of Justice von England und Wales. Er wirkte unter anderem an den Verfahren gegen die Täter des Londoner Bombenanschlags vom 21. Juli 2005 und gegen den Terroristen Saajid Badat mit.
Am 11. März 2003 wurde er über die Liste A für eine Amtszeit von neun Jahren zum Richter am Internationalen Strafgerichtshof in Den Haag ernannt. Er war Leiter der Hauptverfahrensabteilung und Vorsitzender der Ersten Kammer im Verfahren gegen Thomas Lubanga.
Fulford lebt offen homosexuell und wurde 2010 von der britischen Zeitung The Independent auf Platz 39 der Pink List, einer Aufstellung der einflussreichsten homosexuellen Briten, geführt. Er gilt als der erste offen homosexuelle Richter im Vereinigten Königreich.
Laut Recherchen der britischen Zeitung Mail on Sunday ist Fulford Gründungsmitglied von PIE (Paedophile Information Exchange), einer Gruppe, welche das Schutzalter auf vierjährig heruntersetzen will und bei der Polizei unter Verdacht steht, Missbrauch von Kindern mit „industriellem Maßstab“ zu betreiben. Im März 2014 wurde gegen Adrian Fulford eine amtliche Untersuchung wegen Fehlverhaltens eröffnet und er trat von der Beurteilung von Strafsachen zurück.

## Publikationen (Auswahl)
- Judicial Review: A Practical Guide. Mit Hugh Southey. Jordans, Bristol 2004, ISBN 978-0853088127.
- A criminal practitioner's guide to judicial review and case stated. Mit Hugh Southey. Jordans, Bristol 1999, ISBN 978-0853085669.